# يويتو سوزوكي
يويتو سوزوكي (باليابانية: 鈴木 唯人) (مواليد 25 أكتوبر 2001) هو لاعب كرة قدم ياباني.

## وصلات خارجية
- يويتو سوزوكي على موقع رابطة كرة القدم اليابانية للمحترفين (اليابانية)
- يويتو سوزوكي على موقع إي إس بي إن إف سي (الإنجليزية)
- يويتو سوزوكي على موقع قاعدة بيانات كرة القدم.إي يو (الإنجليزية)
- يويتو سوزوكي على موقع ليكيب (الفرنسية)
- يويتو سوزوكي على موقع ناشيونال فوتبول تيمز (الإنجليزية)
- يويتو سوزوكي على موقع Soccerbase.com (لاعب) (الإنجليزية)
- يويتو سوزوكي على موقع Soccerway.com (الإنجليزية)
- يويتو سوزوكي على موقع عالم كرة القدم.نت (الإنجليزية)